# Podmáslí

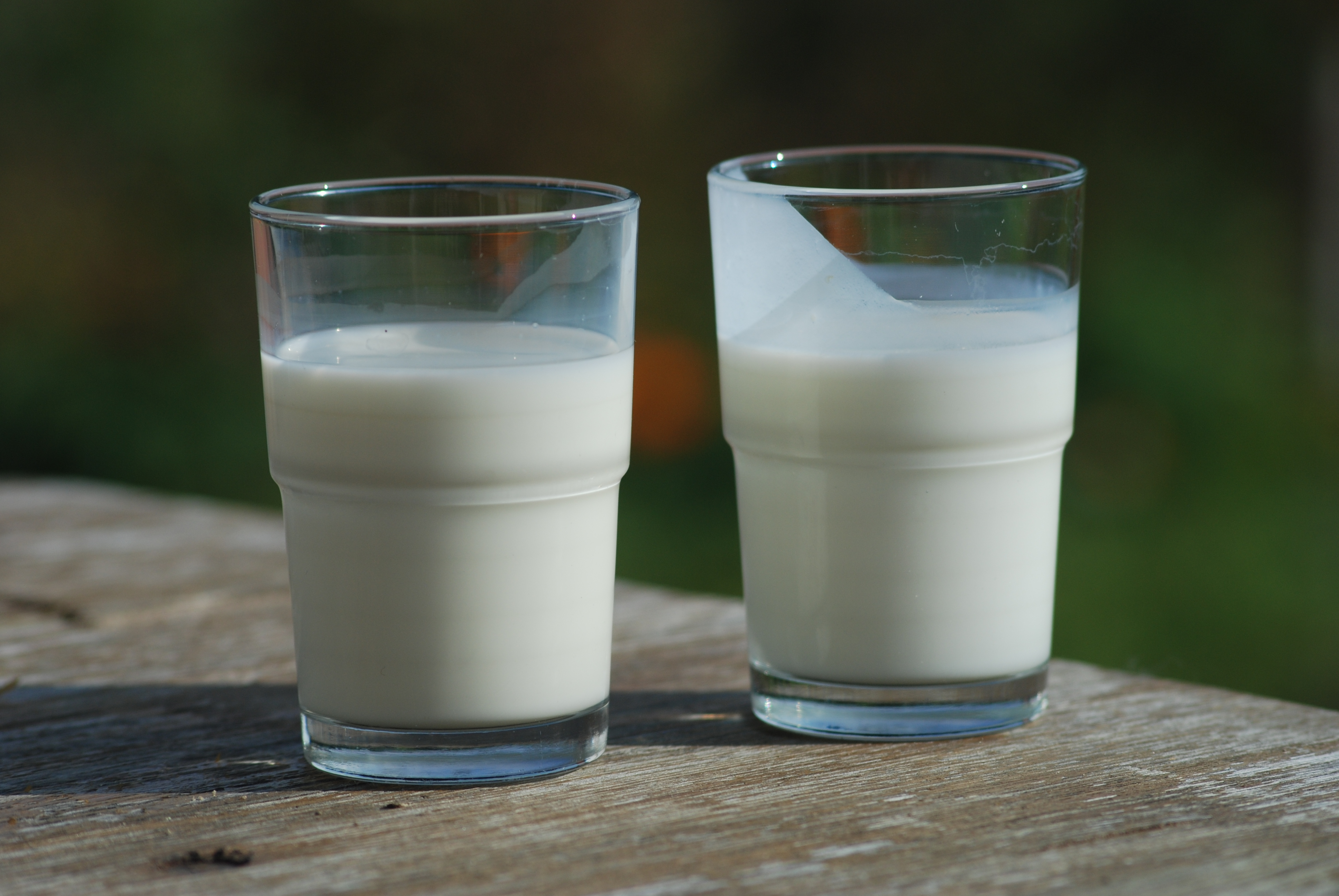
Podmáslí (vpravo) zanechává díky své větší viskozitě výraznější stopu na sklenici než mléko (vlevo)

Podmáslí (jinak také cmar) je mléčný výrobek, který vzniká jako druhotný produkt při stloukání másla. Alternativně se vyrábí také kysáním mléka, případně mléka smíchaného s pravým podmáslím, pak se nazývá také kysané nebo šlehané podmáslí.
Má mírně nakyslou chuť a obsahuje 0,5 % tuku. Je zdrojem vápníku, lecitinu a aminokyselin. Používá se také v kosmetice.